# 2004年の交通
2004年の交通（2004ねんのこうつう）とは、2004年（平成16年）に起こった交通関係の出来事をまとめたページである。
2003年の交通 - 2004年の交通 - 2005年の交通

## 出来事の一覧

### 1月
- 1日
  - （海運）  中国で中国港湾法施行[1]

### 4月
- 1日
  - （参入）  大新東が路線バス事業に参入。
  - （改組）  新東京国際空港公団 ⇒ 成田国際空港株式会社
  - （名称変更）  新東京国際空港 ⇒ 成田国際空港

### 9月
- 4日
  - （開港記念）  関西国際空港 開港10周年

### 12月
- 1日
  - （拡張開業）  東京国際空港（羽田空港） 第2旅客ターミナルビル